# Abu'l-Fazl ibn Mubarak
Abu'l-Fazl ibn Mubarak, född 1551 och död 1602 var en indisk statsman och historieskrivare.
Abu-l-Fazl kallades 1574 till stormogul Akbar den stores hov, där han utan att inta någon officiell ställning, kom att utöva stort inflytande, särskilt vid utformningen av Akbars universellt inriktade religionspolitik och som ledare för dennes litterära strävanden. Abu-l-Fazl lönnmördades 1602 på anstiftan av tronföljaren Selim, sedermera stormogul under namnet Djahangir. Abu-l-Fazls litterära rykte grundar sig på det stora verket Akbar-Nama, vars första del handlar om Timur och hans efterkommande till Akbar, under det att andra delen behandlar Akbars regering, och tredje delen, kallad Ain-i-Akbari utgör en beskrivning över Akbars välde.